# ألان كونواي
ألان كونواي (بالإنجليزية: Alan Conway)‏ هو مخرج بريطاني، ولد في 1934 في حي تاور هامليتس في المملكة المتحدة، وتوفي في 5 ديسمبر 1998 بسبب خثار.